# Dythemis nigrescens
Dythemis nigrescens is een libellensoort uit de familie van de korenbouten (Libellulidae), onderorde echte libellen (Anisoptera).
De wetenschappelijke naam Dythemis nigrescens is voor het eerst geldig gepubliceerd in 1899 door Calvert.